# James Mathers (Schauspieler)
James Mathers (* 31. Oktober 1936 in Seattle, Washington; † 11. Juli 2014) war ein US-amerikanischer Schauspieler, Synchronsprecher und Drehbuchautor.

## Leben
Mathers wurde am 31. Oktober 1936 in Seattle geboren. Er begann seine Bühnenlaufbahn in San Francisco und spielte unter anderen am The Magic Theater, dem Eureka Theater, dem SF Rep sowie am Bay Area Playwright’s Festival. 1979 übernahm er die titelgebende Hauptrolle des Dr. Henry Jekyll im Film Dr. Jekyll’s Dungeon of Death, für den er auch das Drehbuch verfasste. In den 1980er Jahren folgten Episodenrollen in den Fernsehserien Seven Brides for Seven Brothers und Junge Schicksale sowie eine Nebenrolle als Capt. Mills im Film Der Stoff aus dem die Helden sind. In den 1990er Jahren trat er regelmäßig als Episodendarsteller in verschiedenen, US-amerikanischen Fernsehserien in Erscheinung. Außerdem erhielt er unter anderen Filmrollen in Schuldig bei Verdacht, Homo Faber, Der große Blonde mit dem schwarzen Fuß und Fire Down Below. Seine letzte Filmrolle hatte er 2014 im Horrorfilm Flug 7500 – Sie sind nicht allein inne.
Er verstarb am 11. Juli 2014 im Alter von 77 Jahren an den Folgen einer Krebserkrankung.

## Filmografie (Auswahl)
- 1979: Dr. Jekyll’s Dungeon of Death (auch Drehbuch)
- 1982: Seven Brides for Seven Brothers (Fernsehserie, Episode 1x09)
- 1983: Der Stoff aus dem die Helden sind (The Right Stuff)
- 1989: Junge Schicksale (ABC Afterschool Specials, Fernsehserie, Episode 18x03)
- 1990: Die Verschwörung (Kojak: None So Blind, Fernsehfilm)
- 1990: Chicago Soul (Fernsehserie, Episode 1x04)
- 1990: Tödlicher Schnee (In the Line of Duty: A Cop for the Killing, Fernsehfilm)
- 1991: Amen (Fernsehserie, Episode 5x09)
- 1991: Schuldig bei Verdacht (Guilty by Suspicion)
- 1991: Homo Faber
- 1991: Der große Blonde mit dem schwarzen Fuß (True Identity)
- 1991: MacGyver (Fernsehserie, Episode 7x11)
- 1992: L.A. Law – Staranwälte, Tricks, Prozesse (L.A. Law, Fernsehserie, Episode 6x22)
- 1992: Im Herzen der Rache (The Heart of Justice, Fernsehfilm)
- 1993: Mord ohne Spuren (Bodies of Evidence, Fernsehserie, Episode 2x03)
- 1994: Nötigung mit tödlichen Folgen (Improper Conduct)
- 1995: seaQuest DSV (Fernsehserie, Episode 3x09)
- 1995–1996: Melrose Place (Fernsehserie, 5 Episoden)
- 1996: Beverly Hills, 90210 (Fernsehserie, Episode 7x03)
- 1997: Pretender (Fernsehserie, Episode 1x15)
- 1997: Mean Guns – Knast ohne Gnade (Mean Guns)
- 1997: Fire Down Below
- 1997: Ally McBeal (Fernsehserie, Episode 1x06)
- 1997: Mord ist ihr Hobby: Eine Zeugin verschwindet (Murder, She Wrote: South By Southwest, Fernsehfilm)
- 1998: Mosaic
- 1998: Rusty – Der tapfere Held (Rusty: A Dog’s Tale)
- 1998: Reich und Schön (The Bold and the Beautiful, Fernsehserie, 2 Episoden)
- 1999: Allymania: The Best of Ally McBeal (Fernsehserie, Episode 1x02)
- 2002: JAG – Im Auftrag der Ehre (JAG, Fernsehserie, Episode 7x12)
- 2004: Cold Case – Kein Opfer ist je vergessen (Cold Case, Fernsehserie, Episode 1x19)
- 2005: Ich und du und alle die wir kennen (Me and You and Everyone We Know)
- 2005: Gone Postal (Kurzfilm)
- 2005: Full Moon (Kurzfilm)
- 2005: Eine himmlische Familie (7th Heaven, Fernsehserie, Episode 10x11)
- 2006–2007: Emergency Room – Die Notaufnahme (ER, Fernsehserie, 2 Episoden, verschiedene Rollen)
- 2007: The Poughkeepsie Tapes
- 2007: SpaceDisco One
- 2009: Acts of Mercy
- 2009: Tödliche Augenblicke (Stolen Lives)
- 2013: Ray Donovan (Fernsehserie, 2 Episoden)
- 2014: Flug 7500 – Sie sind nicht allein (Flight 7500)

## Synchronisationen (Auswahl)
- 2007: The Darkness (Computerspiel)